# Viertelstein

Der Viertelstein wird aus dem Normalstein geschlagen.

Der Begriff Viertelstein (auch Quartierstück und Quartierstein) beschreibt ein Mauersteinformat im Mauerwerksbau. Der Viertelstein wird traditionell mit dem Maurerhammer aus dem Normalstein geschlagen und besitzt ein Viertel der Größe des Normalsteins. Innerhalb von Mauerwerksverbänden, Schornsteinen oder Randabschlüssen wird der Viertelstein eingesetzt, um Lücken im Verband zu füllen. Neben dem Viertelstein finden auch Halb- oder Dreiviertelsteine Verwendung im Mauerwerksbau. Die Bedeutung von Viertelsteinen geht allgemein zurück, da vielfach Plansteine oder (Hoch)Lochziegel je nach Bedarf auf Maß geschnitten werden, ohne sich dabei auf ein Normalsteinformat zu beziehen.